# Lac Nicabau
Lac Nicabau är en sjö i Kanada.   Den ligger i regionen Saguenay–Lac-Saint-Jean och provinsen Québec, i den östra delen av landet, 500 km norr om huvudstaden Ottawa. Lac Nicabau ligger 387 meter över havet. Arean är 14,9 kvadratkilometer. Den sträcker sig 8,1 kilometer i nord-sydlig riktning, och 5,2 kilometer i öst-västlig riktning.
I omgivningarna runt Lac Nicabau växer i huvudsak barrskog. Trakten runt Lac Nicabau är nära nog obefolkad, med mindre än två invånare per kvadratkilometer.